# 上阿图什镇
上阿图什镇，是中华人民共和国新疆维吾尔自治区克孜勒苏柯尔克孜自治州阿图什市下辖的一个乡镇级行政单位。面积728km2。人口42389人。乡政府设在尧勒其村。有耕地46735亩，林地1.8万亩。戈壁占90%以上。

## 行政区划
上阿图什镇下辖以下地区：
尧勒其村、喀尔果勒村、萨依村、博斯坦村、奥提亚克村、迪汗拉村、乌恰村、塔库特村、依克萨克村、亚维勒克村、拉依勒克村、喀依啦克村、博依萨克村、兰干村、铁提尔村、塔什普什克村、牧场和亚孜勒农场。